# Atractus lehmanni
Atractus lehmanni là một loài rắn trong họ Colubridae. Loài này được Boettger mô tả khoa học đầu tiên năm 1898.